# Ligne de Faugères à Paulhan
La ligne de Faugères à Paulhan est une ligne ferroviaire française à écartement standard et voie unique non électrifiée, dans le département de l'Hérault, en France.
Elle constitue la ligne no  730000 du réseau ferré national.

## Histoire

### Chronologie
- 1er mai 1863 : concession à la Compagnie du MIDI[1] ;
- 29 mars 1875 : ouverture de Paulhan à Roujan-Neffiès[1] ;
- 15 décembre 1876 : ouverture de Roujan-Neffiès à Gabian[1] ;
- 10 avril 1877 : ouverture de Gabian à Faugères[1] ;
- 14 novembre 1970 : fermeture au trafic des voyageurs[1] ;
- 3 avril 1972 : fermeture au trafic des marchandises[1].

### Origine de la ligne
La ligne est concédée à titre définitif à la Compagnie des chemins de fer du Midi et du Canal latéral à la Garonne, par une convention signée entre le ministre des Travaux publics et la compagnie, le 1er mai 1863. Cette convention est approuvée par décret impérial le 11 juin 1863.
En 1866, un rapport présente au Conseil général l'étude réalisée à sa demande pour l'établissement d'une ligne d'intérêt local de Roquessels à Paulhan, en remplacement de celle de Roquessels à Pézenas. Elle est un prolongement de celle de Montpellier à Paulhan vers Bédarieux, pour relier les mines de houille de Graissessac et de Neffiès à Montpellier et Cette. Elle est considérée d'une importance faible pour sa capacité à drainer un trafic local de voyageurs et marchandises, du fait que les communes traversées, Laurens, Roquessels, Gabian, Roujan, Caux et Nizas, ne représentent au total que 6 500 habitants, et qu'étant exclusivement agricoles, elles n'ont pas de gros besoins d'exportations et d'importations de leurs produits. Son intérêt est essentiellement dû au potentiel que représente le transport des houilles, ce qui présente un caractère important si la Compagnie du Midi abandonne son projet de ligne du Mas-Blanc à Cartels. Ce qui semble se concrétiser, car la Compagnie du Midi a fait étudier sur le terrain la ligne de Roquessels à Paulhan par ses ingénieurs, dès qu'elle a eu connaissance du vote du Conseil général. Si elle se retrouve dans cette situation, elle devient d'un intérêt plus général en devenant une ligne principale de la Compagnie du Midi, ce qui n'est pas pris en compte dans cette étude qui reste dans le cadre d'une ligne d'intérêt local financée en partie par les communes traversées. L'origine à Roquessels a été choisie car elle est située sur la ligne de Graissessac à Béziers, en un point qui est le faîte qui sépare la vallée du Libron de celle de la Thongue. Son tracé doit partir de ce point car, pour rejoindre Paulhan, il faut franchir les vallées de la Thongue et de la Peyne.

### Travaux
En 1872, les terrassements et ouvrages d'art sont en partie réalisés sur la commune de Paulhan et les chantiers sont en cours sur celle de Caux, notamment celui du tunnel de Caux dont les tranchées de tête sont réalisées et la galerie de percement est en cours de réalisation. Pour l'ensemble de la ligne, l'enquête des stations est close, et le tracé, revu pour améliorer les courbes et les rampes, est approuvé.

## Caractéristiques

### Tracé et profil
La ligne débute en gare de Faugères, qu'elle quitte en direction de l'est en parallèle avec la ligne de Béziers à Neussargues. Les deux lignes franchissent le tunnel de Faugères (137 m), prennent la direction du sud-est par une courbe à droite, avant de passer dans le tunnel de Bonne-eau (101 m). Elle prend un parcours autonome en se détachant sur la gauche, avant de passer sur la droite, du hameau de Castelsec, puis elle franchit le pont sur la Thongue, avant d'arriver en gare de Gabian, au nord-est du bourg historique. Dès la sortie de la gare, elle franchit le pont sur la Lène, peu avant de pénétrer dans le tunnel de Gabian (440 m), le plus important ouvrage d'art de la ligne. Elle traverse le pont de Saint-Majan, avant de passer en gare de Roujan - Neffiès, en pleine campagne, à mi-chemin entre les centres-bourgs de ces communes. Elle arrive en gare de Caux, située au nord du bourg. Ensuite, elle franchit le pont de pierres à deux arches sur le ruisseau de la prairie, puis les tunnels de Caux (236 m) et de Nizas (125 m), avant de passer au nord et à proximité du bourg de Nizas, où a été ajoutée une halte. Elle remonte vers le nord-est et effectue une large courbe sur la droite et une légère courbe à gauche pour arriver en gare de Nizas - Fontès, située à deux et quatre kilomètres des bourgs. Puis elle passe sous l'autoroute A75 et remonte en ligne droite vers le nord-est pour atteindre son terminus en gare de Paulhan, située au sud et à proximité du bourg. Dans cette gare, elle est prolongée par la ligne de Paulhan à Montpellier et elle s'embranche sur celle de Vias à Lodève.
C'est une ligne au profil difficile, globalement en descente de Faugères à Paulhan, avec des pentes de 10 à 18 ‰, seules les gares et l'arrivée sur Paulhan sont en palier.

### Gares
Outre les gares des extrémités, Faugères et Paulhan, la ligne comporte quatre gares intermédiaires : Gabian, Roujan-Neffiès, Caux et Nizas-Fontès.